# يحيى بهرام
يحيى بهرام وهو رجل دين مندائي، وُلد في البصرة أوائل القرن التاسع عشر. على الرغم من كونه يالوفا (بالمندائية تعني شخص مُتعلم) في البداية، فقد اشتهر بإحياء الكهنوت المندائي بعد أن قتل وباء الكوليرا جميع رجال الدين المندائيين الأحياء في عام 1831. وقد ورد ذكره في نسخ المخطوطات المندائية المختلفة.

## النشأة
وُلِد يحيى بهرام حوالي عام 1811 باعتباره ابنًا للجنزيبرا المندائي آدم يوحنا، وينتمي إلى عائلات قنديلا وكاميسيا وريش دراز. عمل والده آدم يوحنا، في السابق كمخبر لنائب القنصل البريطاني جون جورج تيلور في البصرة وعلمه قراءة كتاب كنزا ربا. قام آدم يوحنا أيضًا بنسخ المخطوطات المرقمة بالأعداد 12 و38 و39 و41 و53، والتي هي محفوظة الآن في مجموعة دراور في مكتبة بودلي.
أمضى يحيى بهرام طفولته في البصرة، في منزل والده الكبير بجوار منزل تايلور. جمع تايلور العديد من النصوص المندائية التي نسخها آدم يوحنا، والتي تبرعت بها أرملة تايلور لاحقًا للمكتبة البريطانية في عام 1860.

## وباء الكوليرا
من سبتمبر 1831م (1247هـ) إلى يناير 1832، انتشر وباء الكوليرا العظيم، الذي اجتاح مناطق دجلة والفرات السفلى فيما يُعرف الآن بالعراق وإيران، أطلق عليه المندائيون اسم (مَوُتُنا). أدى إلى خسائر كثيرة بالأرواح إذ قضى على ما يقرب نصف سكان مدينة تستر الإيرانية، تضرر المجتمع المندائي نتيجة استيطان الكوليرا بشكل خاص، إذ توفي جميع رجال الدين المندائيين في الطاعون، بما في ذلك والد يحيى بهرام والعديد من أقاربه. أخبر يحيى بهرام المستشرق الألماني يوليوس بيترمان إنه لم يكن هناك سوى 1500 من المندائيين على قيد الحياة بعد الطاعون مباشرة.

## إحياء الكهنوت المندائي
قام يحيى بهرام بمساعدة ابن عمه الأكبر رام زهرون، وكانا وقتها اثنان من الشغاندا (مساعد رجل الدين) وكانا كلاهما أيضًا من الأبناء الباقين على قيد الحياة لرجال الدين المتوفين. رام زهرون هو ابن سام بهرام، وينتمي لعائلتي عزيز وكوباسيا. واصل الاثنان إحياء الكهنوت المندائي من خلال تعليم بعضهما البعض بدايًة بكونهم ترميدا (كهنة صغار)، وثم لاحقًا كجنزيبرا (كبار الكهنة)، في سوق الشيوخ جنوبي العراق. ونتيجة لذلك، تذكر المخطوطات المندائية يحيى بهرام على أنه ابن رام زهرون، إذ إنه في الثقافة المندائية يُعطى اسم الكاهن الأعلى للكاهن الذي يتدرب وعادة الكهنوتيين والكتبة عادةً أن يكتبوا عليهم أنهم «آباء» في سلالات الأنساب الروحية المندائية بدلاً من آبائهم البيولوجيين. وقاموا بعد ذلك بتعليم ثلاثة عشر يالوفا آخر تعاليمهم الدينية بوصفهم ترميدا في سوق الشيوخ.
مباشرة بعد انتهاء وباء الكوليرا عام 1831، سافر يحيى بهرام على نطاق واسع في المناطق المندائية في العراق وإيران حيث كان يعمل على إحياء المجتمع، بما في ذلك مدينة المحمرة (خرمشهر) وتستر والبصرة والعديد من المدن الأخرى.

## بوصفه جنزيبرا
بينما عمل رام زهرون كرجل جنزيبرا في مدينتي تستر ودزفول في خوزستان، بقي يحيى بهرام يعمل كجنزيبرا في الحي المندائي في سوق الشيوخ، وهي قرية على طول نهر الفرات الأدنى في ما يعرف الآن بمحافظة ذي قار في جنوب العراق. في سوق الشيوخ، عانى يحيى بهرام والمجتمع المندائي من الاضطهاد تحت قيادة الزعيم القبلي المحلي ثامر الغضبان في عهد الحاكم العثماني عبد المجيد الأول، حيث خضعوا للختان القسري والسرقة والقتل والتجويع.
في عام 1854، تعاون عالم اللغة الألماني والمستشرق يوليوس هاينريش بيترمان مع يحيى بهرام الذي بقي في سوق الشيوخ لأجل توثيق ديانة المندائيين ولغتهم وثقافتهم. أصبح يحيى بهرام المصدر الرئيسي لأخبار بيترمان. لاحقًا قام بنشر روايات عديدة عن أسفاره إلى شِعاب المندائيين بالإضافة إلى ترجمة لاتينية لكتاب كنزه ربه في ستينيات القرن التاسع عشر. توفي يحيى بهرام في أواخر القرن التاسع عشر.

## عائلته
وفقًا لنماذج من نسخ مخطوطة مختلفة، كان من بين أطفاله فتاة اسمها ياسمين (أو ياسمين بانا) وولدًا اسمه محاتم وكلاهما كانا يعملان بنسخ المخطوطات.
كانت شقيقة يحيى بهرام، بابيا مدلل، نساخة وايضا كاهنة ، يضًا. كانت متزوجة من رام زهرون، الشغنوتي يحيى بهرام. كانت بيبيا مدلل أيضًا جدة الشيخ نجم، والذي قام بنسخ مخطوطات كثيرة لأجل عالم الأثار البريطاني أي. أس. دروير. وُلد الشيخ نجم في الحويزة بإيران عام 1892، وعاش في خرمشهر في بداية شبابه، وانتقل إلى قلعة صالح في العراق عام 1914.
كان عم يحيى بهرام يحيى يوحنا، من عشيرة الكهيلية (بالفارسية: شهيلي)، أيضًا ناسخًا بارزًا.
كان رام زهرون أيضًا جد الشيخ عبد الله الخفاجي في الأهواز.